# Alternanthera caracasana
Alternanthera caracasana Humb., Bonpl. & Kunth es una especie de planta herbácea de la familia de las amarantáceas.

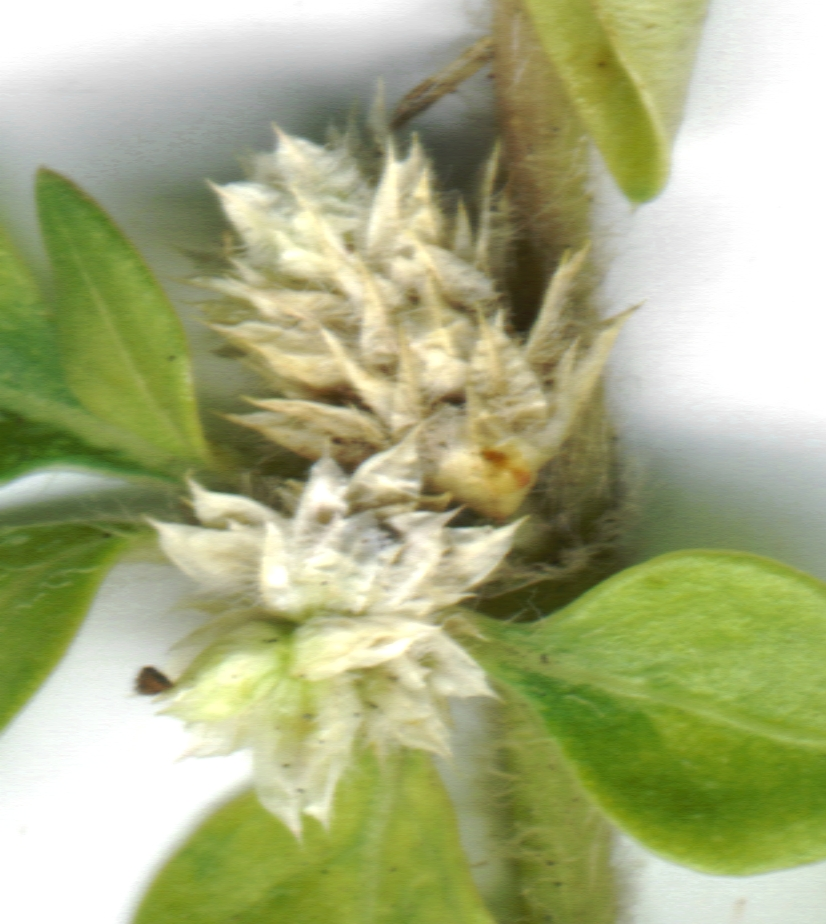
Inflorescencias

## Descripción
A.caracasana es una planta herbácea de 15-35 cm de altura. Los tallos están postrados y cubiertos de pequeñas hojas que varían en forma de diamante a redondeadas.  Crece de un rizoma y, a menudo, de las raíces de sus nodos. Cada espiga de inflorescencia tiene un centímetro de ancho y está cubierto de diminutas flores de color blanco. 
Dentro de la familia Amaranthaceae se diferencia por tener las hojas opuestas y las flores dispuestas en inflorescencias glomerulares axilares. La especie se caracteriza por poseer tallos pubescentes y hojas pecioladas ovaladas. Los tépalos son grandes y poseen una espina apical de hasta 1 mm y pseudoestaminodios alesnado-filiformes.

## Distribución y hábitat
Es nativa de América Central y del Sur, pero es bien conocido en otros lugares como  malas hierbas nocivas.  Está naturalizado en algunas zonas y en otras son invasoras y se puede encontrar en toda la mitad sur de los Estados Unidos y en España y partes de África. Esta es una maleza difícil que se encuentra caminos, vías férreas, áreas despejadas, y otros lugares  de arena y, a menudo, viajera.
A.caracasana es una especie introducida en las Islas Canarias donde se ha naturalizado.

## Taxonomía
Alternanthera caracasana fue descrita por Humb., Bonpl. & Kunth   y publicado en  Nova Genera et Species Plantarum (quarto ed.) 2(7): 205. 1817[1818].
Etimología
Alternanthera: nombre genérico que deriva del latín alternans, que significa "alternando" y anthera, que significa "antera", haciendo referencia a la estructura floral, en la que los estambres con antera alternan con estaminodios sin antera.
caracasana: epíteto geográfico que alude a Caracas, capital de Venezuela.
Sinonimia
- Achyranthes nivea Link in Buch[4]
- Achyranthes peploides (Humb. & Bonpl. ex Schult.) Britton
- Alternanthera achyrantha var. dasyantha Seub.
- Alternanthera achyrantha var. parvifolia Moq.
- Alternanthera parvifolia (Moq.) Fawc. & Rendle
- Alternanthera peploides (Humb. & Bonpl. ex Schult.) Urb.
- Alternanthera villiflora Scheele
- Celosia humifusa Willd. ex Schult.
- Illecebrum peploides Humb. & Bonpl. ex Schult.
- Telanthera caracasana (Kunth) Moq.[5]

## Nombres comunes
- Castellano: sangradera, sanguinaria de Cuba.[4]